# Pakistanische Cricket-Nationalmannschaft in England in der Saison 2006
Die Tour der pakistanischen Cricket-Nationalmannschaft nach England in der Saison 2006 fand vom 13. Juli bis zum 10. September 2006 statt. Die internationale Cricket-Tour war Bestandteil der Internationalen Cricket-Saison 2006 und umfasste vier Tests, fünf ODIs und ein Twenty20. England gewann die Test-Serie 2–0, Pakistan die Twenty20-Serie 1–0 und die ODI-Serie endete 2–2 unentschieden.

## Vorgeschichte
England spielte zuvor eine Tour gegen Sri Lanka, für Pakistan war es die erste Tour der Saison.
Das letzte Aufeinandertreffen der beiden Mannschaften bei einer Tour fand in der Saison 2005/06 in Pakistan statt.

## Stadien
Die folgenden Stadien wurden für die Tour als Austragungsort vorgesehen.
| Stadion                     | Stadt       | Kapazität | Spiele          |
| --------------------------- | ----------- | --------- | --------------- |
| Edgbaston Cricket Ground    | Birmingham  | 24.803    | 5. ODI          |
| Bristol County Ground       | Bristol     | 17.500    | 1. T20          |
| Sophia Gardens              | Cardiff     | 15.643    | 1. ODI          |
| Headingley Stadium          | Leeds       | 17.000    | 3. Test         |
| The Oval                    | London      | 23.500    | 4. Test         |
| Lord’s Cricket Ground       | London      | 30.000    | 1. Test; 2. ODI |
| Old Trafford Cricket Ground | Manchester  | 19.000    | 2. Test         |
| Trent Bridge                | Nottingham  | 15.350    | 4. ODI          |
| Rose Bowl                   | Southampton | 6.500     | 3. ODI          |

## Kaderlisten
England benannte seinen Test-Kader am 9. Juli 2006.
Pakistan benannte seinen ODI-Kader am 20. August 2006.
| Test | Test | ODI | ODI | Twenty20 | Twenty20 |
| England | Pakistan | England | Pakistan | England | Pakistan |
| --- | --- | --- | --- | --- | --- |
| - Andrew Strauss (K) - Ian Bell - Paul Collingwood - Alastair Cook - Steve Harmison - Matthew Hoggard - Geraint Jones (wk) - Sajid Mahmood - Monty Panesar - Kevin Pietersen - Liam Plunkett - Chris Read (wk) - Marcus Trescothick | - Inzamam-ul-Haq (K) - Abdul Razzak - Danish Kaneria - Faisal Iqbal - Imran Farhat - Kamran Akmal (wk) - Mohammad Asif - Mohammad Hafeez - Mohammad Sami - Mohammad Yousuf - Salman Butt - Shahid Afridi - Shahid Nazir - Taufeeq Umar - Umar Gul - Younis Khan | - Andrew Strauss (K) - Ian Bell - Stuart Broad - Rikki Clarke - Paul Collingwood - Jamie Dalrymple - Darren Gough - Ed Joyce - Jon Lewis - Sajid Mahmood - Kevin Pietersen - Chris Read (wk) - Marcus Trescothick - Michael Yardy | - Inzamam-ul-Haq (K) - Abdul Razzak - Danish Kaneria - Iftikhar Anjum - Imran Farhat - Kamran Akmal (wk) - Mohammad Asif - Mohammad Hafeez - Mohammad Yousouf - Naved-ul-Hasan - Shahid Afridi - Shoaib Akhtar - Shoaib Malik - Umar Gul - Younis Khan | - Andrew Strauss (K) - Ian Bell - Stuart Broad - Paul Collingwood - Jamie Dalrymple - Darren Gough - Sajid Mahmood - Kevin Pietersen - Chris Read (wk) - Marcus Trescothick - Michael Yardy | - Inzamam-ul-Haq (K) - Abdul Razzak - Kamran Akmal (wk) - Mohammad Asif - Mohammad Hafeez - Mohammad Yousuf - Naved-ul-Hasan - Shahid Afridi - Shoaib Akhtar - Shoaib Malik - Younis Khan |

## Tour Matches
| 1. – 3. Juli Scorecard | Leicester | Leicestershire 315-9d (81) & 191 (43) | – | Pakistanis 304-5d (85) & 207-2 (40.2) |
|                        |           | Pakistanis gewinnt mit 8 Wickets      |   |                                       |

| 6. – 9. Juli Scorecard | Canterbury | England A 595-9d (173) & 153-1 (44.1) | – | Pakistanis 242 (73.1) & 154-2 (50) |
|                        |            | Remis                                 |   |                                    |

| 10. Juli Scorecard | London (The Oval) | International XI 123-1 (10)      | – | Pakistanis 127-4 (10) |
|                    |                   | Pakistanis gewinnt mit 6 Wickets |   |                       |

| 20. – 22. Juli Scorecard | Northampton | Northamptonshire 269-3d (62.3) & 140 (38.3) | – | Pakistanis 250-9d (64.5) & 160-3 (40.2) |
|                          |             | Pakistanis gewinnt mit 7 Wickets            |   |                                         |

| 12. August Scorecard | Shenley | West Indies A 214-4 (40) | – | Pakistanis 123-3 (22) |
|                      |         | No Result                |   |                       |

| 13. August Scorecard | Shenley | Pakistanis     | – | West Indies A |
|                      |         | Spiel abgesagt |   |               |

| 24. August Scorecard | Uxbridge | Middlesex      | – | Pakistanis |
|                      |          | Spiel abgesagt |   |            |

### ODI in Schottland
| 27. Juni Scorecard | Edinburgh | Schottland 203-8 (50)          | – | Pakistan 205-5 (43.5) |
|                    |           | Pakistan gewinnt mit 5 Wickets |   |                       |

## Tests

### Erster Test in London
| 13. – 17. Juni Scorecard | London (Lord’s) | England 528-9d (158.3) & 296-8d (84.5) | – | Pakistan 445 (119.3) & 214-4 (73) |
|                          |                 | Remis                                  |   |                                   |

### Zweiter Test in Manchester
| 27. – 29. Juli Scorecard | Manchester | Pakistan 119 (38.4) & 222 (67.1) | – | England 461-9d (133) |
|                          |            | England gewinnt mit 120 Runs     |   |                      |

### Dritter Test in Leeds
| 4. – 8. August Scorecard | Leeds | England 515 (123) & 345 (88.3) | – | Pakistan 538 (141.4) & 155 (47.5) |
|                          |       | England gewinnt mit 167 Runs   |   |                                   |

### Vierter Test in London
| 17. – 21. August Scorecard | London (The Oval) | England 173 (53.2) & 298-4 (72)     | – | Pakistan 504 (129.5) |
|                            |                   | England wurde der Sieg zugesprochen |   |                      |

Am vierten Tag des Tests erklärte der australische Umpire Darrell Hair, dass eine Ballmanipulation seitens Pakistans vorgelegen habe und ließ den Ball auswechseln.
Nach den Regeln durften die englischen Schlagmänner den neuen Ball wählen, worüber die pakistanischen Bowler nicht glücklich waren, da sie es gerade geschafft hatten mit dem alten Ball Reverse-Swing zu erzeugen.
Kurz darauf sorgte schlechtes Licht dafür, dass die Teepause früher genommen wurde und als das Spiel wieder anfangen sollte entschlossen sich die pakistanischen Spieler aus Protest die Spielaufnahme hinauszuzögern. Die beiden Umpire gingen zunächst zur Spielfeldmitte, gefolgt von den englischen Batsman, doch da die pakistanische Mannschaft nicht folgte, nahmen sie die Bails von den Stumps und verließen wieder das Feld. Nach einigen Verhandlungen betraten die pakistanischen Spieler eine halbe Stunde später das Spielfeld und erklärten sich bereit zu spielen.
Da sich jedoch die Umpire weigerten das Spielfeld wieder zu betreten, verließen die Pakistanis wieder das Feld und eine weitere halbe Stunde später wurde der Spieltag für beendet erklärt.
Erst am späten Abend und weiteren Verhandlungen wurde bekanntgegeben, dass der Weltverband das Spiel in der Form werten wird, dass Pakistan dieses aufgegeben hätte.
Daraufhin war der weitere Verlauf der Tour in Gefahr. Der ICC setzte eine Disziplinar-Anhörung gegen den pakistanischen Kapitän Inzamam-ul-Haq an, die jedoch verschoben werden musste, da der Chief Referee des ICC nicht anwesend sein konnte. Da eine mögliche Sperre den Boykott Pakistans wahrscheinlich gemacht hätte, war ein Nicht-Entscheid während der Tour den Parteien gelegen und so wurde die Tour fortgeführt.
Nach weiteren Protesten Pakistans wurde Darrell Hair zum Ende des Jahres für weitere Einsätze bei internationalen Spielen gesperrt.
Hair klagte gegen den Ausschluss, zog diese jedoch zurück und wurde ab 2008 rehabilitiert.

## Twenty20 International in Bristol
| 28. August Scorecard | Bristol | England 144-7 (20)             | – | Pakistan 148-5 (17.5) |
|                      |         | Pakistan gewinnt mit 5 Wickets |   |                       |

## One-Day Internationals

### Erstes ODI in Cardiff
| 30. August Scorecard | Cardiff | England 202 (49.2) | – | Pakistan 46-1 (7/32) |
|                      |         | No Result          |   |                      |

### Zweites ODI in London
| 2. September Scorecard | London (Lord’s) | England 166 (39.1/40)                       | – | Pakistan 169-3 (36.4/40) |
|                        |                 | Pakistan gewinnt mit 7 Wickets (D/L method) |   |                          |

### Drittes ODI in Southampton
| 5. September Scorecard | Southampton | England 271-9 (50)             | – | Pakistan 274-8 (48.5) |
|                        |             | Pakistan gewinnt mit 2 Wickets |   |                       |

### Viertes ODI in Nottingham
| 8. September Scorecard | Nottingham | Pakistan 235-8 (50)           | – | England 237-2 (46.2) |
|                        |            | England gewinnt mit 8 Wickets |   |                      |

### Fünftes ODI in Birmingham
| 10. September Scorecard | Birmingham | Pakistan 154-9 (50)           | – | England 155-7 (31) |
|                         |            | England gewinnt mit 3 Wickets |   |                    |